# EA Tiburon
EA Tiburon – producent gier komputerowych, powstałe w 1994 roku jako Tiburon Entertainment. W 1998 roku studio zostało wykupione przez Electronic Arts. EA Tiburon jest najbardziej znane z serii Madden NFL.
Oprócz zwykłych tytułów stworzonych przez studio takie jak: Madden NFL, NCAA Football, NFL Street, Tiburon także wyprodukowało grę Superman: Powrót na podstawie filmu pod tym samym tytułem. W 2007 roku studio przejęło serię Tiger Woods PGA Tour od EA Salt Lake.